# Zpráva o Europě
Zpráva o Europě (v anglickém originále Europa Report) je americký sci-fi thriller z roku 2013 ekvádorského režiséra Sebastiána Cordera. Je natočen stylem found footage a jeho leitmotivem je mise pilotované kosmické lodi Europa 1 k šestému měsíci planety Jupiter Europě, kde vědci předpokládají pod ledovou krustou vodu v kapalném skupenství a díky tomu přítomnost mimozemské formy života.
Film byl nominován v roce 2013 na cenu Raye Bradburyho členy Science Fiction and Fantasy Writers of America (SFWA).

## Herecké obsazení
- Anamaria Marinca jako Rosa Dasque, pilotka, má na starost i archivaci dat
- Michael Nyqvist jako Andrej Blok, hlavní technik
- Karolina Wydra jako Katja Petrovna, bioložka a oceánografka
- Daniel Wu jako William Xu, velitel mise
- Sharlto Copley jako James Corrigan, technik
- Christian Camargo jako Daniel Luxembourg, hlavní vědec
- Embeth Davidtz jako dr. Samantha Ungerová, hlavní projektantka mise
- Dan Fogler jako dr. Nikita Solokov
- Isiah Whitlock ml. jako dr. Tarik Pamuk

## Děj

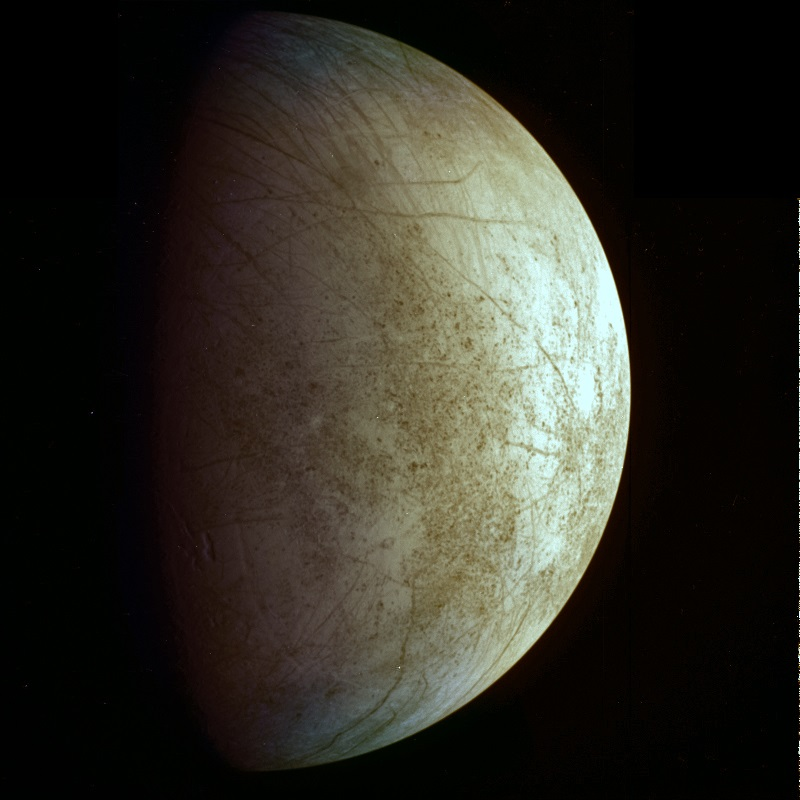
Snímek Europy z kosmické sondy Galileo

Dr. Samantha Ungerová, hlavní projektantka pilotované mise Europa 1 k šestému měsíci planety Jupiter Europě, vypráví příběh této výpravy za cca 3,7 miliardy amerických dolarů, jejímž cílem bylo potvrzení domněnky o existenci primitivního života v oceánu pod ledovou krustou měsíce. Členy posádky jsou:
- Rosa Dasque, pilotka, má na starost i archivaci dat
- Andrej Blok, hlavní technik
- Katja Petrovna, vědkyně, bioložka a oceánografka
- William Xu, velitel mise
- James Corrigan, technik
- Daniel Luxembourg, hlavní vědec

Značnou část záznamů pořídí i pilotka Rosa Dasque, která během mise hovoří před kamerou vždy o aktuální situaci a různých souvislostech.
Posádka překoná mnohem větší vzdálenost, než se kdy lidem podařilo. Pokud se potvrdí přítomnost mimozemské formy života, bude to jeden z největších objevů lidstva. NASA navíc odhalila v oblasti měsíce zvané Conamara Chaos známky tepla, což pravděpodobnost úspěchu mise zvyšuje.
Loď Europa 1 je vybavena rotujícím modulem, na jeho vnějších částech tak vzniká díky odstředivé síle umělá gravitace, zatímco v blízkosti centra panuje stav beztíže.
Po 6 měsících letu dojde k silným slunečním erupcím, které poškodí komunikační zařízení lodi. Od této chvíle je Europa 1 bez spojení s řídícím střediskem na Zemi. Blok s Corriganem musí absolvovat výstup do vesmíru, aby se pokusili opravit poškozený systém zvnějšku. Dojde k nehodě, při níž se Blokovi protrhne rukavice. Corrigan jej dotáhne na laně k přetlakové komoře. Blok zaregistruje znečistění hydrazinem na skafandru Corrigana. Corrigan tím pádem nesmí na palubu, hrozila by kontaminace útrob lodi. Blok navrhne extrémní způsob záchrany, ještě ve vesmíru mu chce svléci skafandr a vtáhnout ho do komory. Kvůli nedostatku kyslíku však omdlí. Corrigan si je vědom, že už nemá naději na záchranu. Odstrčí Bloka dovnitř komory, čímž se zároveň působením síly začne vzdalovat od Europy 1. Corrigan zanechá vzkazy a umírá v chladném kosmu, zatímco loď pokračuje v misi.
Po jeho smrti nálada na palubě klesne, ale posádka si uvědomuje význam výpravy a míří ke svému cíli. Po dosažení orbity Jupitera se morálka opět trochu pozvedne. Za využití gravitačního praku se kosmická loď dostane do blízkosti Europy – zamrzlého měsíce. Přistávací modul se přibližuje k povrchu, nicméně kvůli nepředpokládané tepelné vlně přistane o cca 100 metrů dál. Kvůli odlišné tloušťce ledu zde bude obtížnější získat nějaké hodnotné vzorky. Je zahájeno vrtání do ledu, aby mohla být vypuštěna do oceánu podmořská sonda. Andrej Blok během rutinní práce zahlédne venku podivné světlo, nestihne ho ale podchytit kamerou. Posádka sleduje záběry z podmořské sondy, jsou úchvatné. Zakrátko je však sonda napadena neznámým osvětleným objektem a kontakt je ztracen.
Katja Petrovna navrhne, že dojde pěšky do původní cílové oblasti a odebere odtud vzorky. Po hlasování členů posádky se vydá na cestu. Analýza jednoho ze vzorků prokáže přítomnost jednobuněčného organismu. Začne vzrůstat radiace. Petrovna zahlédne vzdálené modré světlo a rozhodne se ho prozkoumat. Spatří zvláštní světlo pod ledem, led se pod ní propadne a ona se potápí do hlubin oceánu. Kamera na skafandru ještě chvíli zaznamenává její úžas v obličeji, v jejích očích se odráží bioluminiscence. Zbývající posádka se rozhodne k návratu, aby se svět dozvěděl o jejich objevech. Při startu však dojde k poruše jednoho z motorů, modul nedosáhne oběžné dráhy a zřítí se zpět na Europu. Při dopadu je zabit velitel Xu. Modul je poškozen, navíc kvůli otřesům nestabilního ledu ovlivňovaného teplem hrozí jeho brzké potopení. Blok se společně s Luxembourgem vydávají ven, aby se pokusili opravit motory, Rosa zůstává uvnitř. Pod Luxembourgem se proboří led a Blok sezná, že opravu sám nezvládne. Rozhodne se opravit komunikační systém, který by mohl odvysílat nashromážděná data směrem k Zemi. Dokáže to, vzápětí se za ním objeví stejné modré světlo jako v případě Katji Petrovny a i Blok se propadne do vody.
Rosa odvysílá data. Led praskne a přistávací modul se začne potápět. Osamocena a v očekávání smrti otevře pilotka pod vodou přechodovou komoru. Voda zaplavuje útroby a kamera ještě stihne zachytit zdroj bioluminiscence – velké chapadlovité stvoření útočící na modul.
V epilogu hovoří dr. Ungerová o úspěchu mise vykoupeném smrtí všech členů posádky, kteří se rozhodli obětovat své životy, aby mohli odhalit co nejvíce z tajemství Europy. Lidstvo nyní ví, že ve Sluneční soustavě není samo a že vesmír je mnohem komplexnější a záhadnější.

## Zajímavost
Ve filmu zazní stejně jako ve snímku 2001: Vesmírná odysea část valčíku Na krásném modrém Dunaji od rakouského skladatele Johanna Strausse.